# Picardia eparches
Picardia eparches là một loài bướm đêm thuộc họ Pterophoridae. Nó được biết đến ở Kenya và Uganda.